# Podvis (distrikt i Bulgarien, Burgas)
Podvis (bulgariska: Подвис) är ett distrikt i Bulgarien.   Det ligger i kommunen Obsjtina Sungurlare och regionen Burgas, i den östra delen av landet, 290 km öster om huvudstaden Sofia.
Trakten runt Podvis består till största delen av jordbruksmark. Runt Podvis är det ganska glesbefolkat, med 22 invånare per kvadratkilometer.